# Pulo U (Meureudu)
Pulo U is een bestuurslaag in het regentschap Pidie Jaya van de provincie Atjeh, Indonesië. Pulo U telt 238 inwoners (volkstelling 2010).